# Абу Халил, Жозеф
Жозеф Абу Халил (араб. جوزف أبو خليل‎;
2 июля 1925, Шуф — 14 декабря 2019, Бейрут) — ливанский правохристианский политик и журналист, идеолог и руководитель пропагандистского аппарата фалангистской партии Катаиб. Участник антиколониальной борьбы, соратник Пьера Жмайеля. Во время гражданской войны в Ливане — политический советник Башира Жмайеля. С 2015 — первый заместитель председателя Катаиб Сами Жмайеля. Представлял в партии фалангистскую традицию XX века.

## Происхождение, образование, работа
Родился в деревенской семье ливанских христиан-маронитов из района Шуф (Горный Ливан). Впоследствии вспоминал о мирных и дружеских отношениях с соседями-друзами.
Школьное образование получил в Байт-эд-Дине. Окончил Ливанский университет, изучал философию и юриспруденцию. Работал в энергетической компании.

## Соратник Жмайелей

### Пропагандист Фаланги
С 14-летнего возраста Жозеф Абу Халил примкнул к фалангистской партии Катаиб. Занимался распространением партийных газет и листовок. В 16 лет официально вступил в Катаиб. Участвовал в антиколониальных выступлениях 1943 года. Был верным соратником основателя Ливанской фаланги Пьера Жмайеля, которого всю жизнь почитает своим кумиром, «духовным отцом» и «харизматическим символом борьбы за правое дело». Не будучи кровным родственником, по факту причислялся к членам семьи Жмайель.
В партии фалангистов Жозеф Абу Халил курировал вопросы идеологии и пропаганды. По поручению Пьера Жмайеля он редактировал партийную газету Аль-Амаль и руководил партийной радиостанцией Голос Ливана. Фалангистское радио активно выступало в защиту правого президента Камиля Шамуна от насеристов в ходе ливанского кризиса 1958 года.
Ежедневно представлял Пьеру Жмайелю отчёты по политической ситуации, отражаемые в партийных решениях и в передовицах «Аль-Амаль». Занимал пост заместителя генерального секретаря Катаиб. Жозеф Абу Халил сыграл видную роль в формулировании самобытной идеологии Ливанской фаланги, совмещающий праворадикальный популизм, ливанский национализм и своеобразный фалангистский социал-демократизм.

### В гражданской войне
Во время ливанской гражданской войны Жозеф Абу Халил являлся политическим советником Башира Жмайеля-младшего — командующего вооружёнными формированиями Катаиб и Ливанскими силами. Руководил системой военной пропаганды. Поддерживал связи ливанских фалангистов с правительством Израиля, ЦАХАЛ и Моссад, контактировал с Ариэлем Шароном и Рафаэлем Эйтаном. Борьбу правохристианского лагеря Жозеф Абу Халил понимал не только как отпор социалистам и коммунистам, но и как защиту ливанской самобытности и национальной независимости от панарабистских сил.
Абу Халил участвовал и во внутренних правохристианских конфликтах. Он заведовал пропагандистским обеспечением таких фалангистских акций, как Эденская резня (1978, против движения Марада) и резня в Сафре (1980, против Национал-либеральной партии). Именно он давал объяснение в связи с расправой в Эдене над Тони Франжье и его семьёй — по словам Абу Халила, цель нападения заключалась не в убийстве, а в аресте.
Источники ООП причисляют Абу Халила к ответственным за резню в Сабре и Шатиле, устроенную боевиками Ильяса Хобейки после убийства Башира Жмайеля в сентябре 1982.
Гибель Башира Жмайеля почти сразу после его избрания президентом Ливана сильно подорвала позиции Катаиб. В 1984 скончался Пьер Жмайель. Вскоре последовал раскол «Ливанских сил». В 1985, во время междоусобных боёв между сторонниками Ильяса Хобейки и Самира Джааджаа редакция «Аль-Амаль» была захвачена боевиками Хобейки, редактор Абу Халил снят с должности и некоторое время находился под арестом.
Гражданская война завершилась сирийской оккупацией Ливана. В этих условиях Жозеф Абу Халил был отстранён от политической активности.

## Политик Катаиб
После Кедровой революции 2005 года к руководству Катаиб вернулись представители семейства Жмайель. Восстановились и позиции ориентированного на «жмайелевскую» традицию Жозефа Абу Халила. 14 июня 2015 90-летний Абу Халил был избран первым заместителем председателя Катаиб Сами Жмайеля (внук Пьера Жмайеля). Курировал в партийном руководстве идеологию и информационную политику.
Жозеф Абу Халил активно поддерживал нового лидера, усматривает в его личности черты деда-основателя. В партии Абу Халил считался олицетворением фалангистской традиции, идущей с первых лет её существования. В результате партийной идеологической эволюции Жозеф Абу Халил совместил традицию Ливанской фаланги с правой христианской демократией. Стратегической задачей Катаиб он считал защиту политических свобод, укрепление национального суверенитета в противостоянии с Сирией и Израилем, сохранение уникальной традиции Ливана как свободного общества, многоконфессиональной демократической страны Ближнего Востока. Занимал прозападные идеологические позиции, сравнивал развитие Ливана с французской историей после Великой революции.
Выступал жёстким противником движения Хезболла, считает исламистов главной политической опасностью. Отстаивал суверенитет Ливана от Сирии, высказывался против сирийской иммиграции в Ливан. Требовал проведения жёсткой антикоррупционной политики.
Жозеф Абу Халил — автор нескольких сочинений по политической истории Ливана.

## Кончина
94-летний Жозеф Абу Халил скончался 14 декабря 2019 года. Похоронен в Байт-эд-Дине (район Шуф). С заявлениями скорби выступили видные правохристианские лидеры — Амин Жмайель, Сами Жмайель, Фуад Абу Надер, Самир Джааджаа. Все они подчёркивали роль покойного как идеолога Катаиб и носителя традиции Пьера Жмайеля.